# Erode (district)
Erode is een district van de Indiase staat Tamil Nadu. In 2001 telde het district 2.574.067 inwoners op een oppervlakte van 8209 km². Het zuidelijke gedeelte splitste zich in 2009 echter af en behoort sindsdien tot het district Tirupur.
Erode is sinds 1979 een zelfstandig district; voordien maakte het deel uit van Coimbatore. De hoofdplaats is de gelijknamige stad Erode.

## Plaatsen binnen het district
Hoofdstad: Chennai
Districten: Ariyalur · Chengalpattu · Chennai · Coimbatore · Cuddalore · Dharmapuri · Dindigul · Erode · Kallakurichi · Kanchipuram · Kanyakumari · Karur · Krishnagiri · Madurai · Mayiladuthurai · Nagapattinam · Namakkal · Nilgiris · Perambalur · Pudukkottai · Ramanathapuram · Ranipet · Salem · Sivaganga · Tenkasi · Thanjavur · Theni · Thoothukudi · Tiruchirappalli · Tirunelveli · Tirupattur · Tirupur · Tiruvallur · Tiruvannamalai · Tiruvarur · Vellore · Viluppuram · Virudhunagar